# ドンナ・フアニータ
『ドンナ・フアニータ』（Donna Juanita）は、フランツ・フォン・スッペが1880年に作曲した3幕のオペレッタ。スッペの他の作品同様、現在上演されることはあまりないが、序曲と行進曲は現在も独立して演奏される。

## 概要
リブレットは前作の『ファティニッツァ』および『ボッカチオ』と同様にF. Zellとリヒャルト・ジュネによって書かれたが、内容が『ファティニッツァ』に似すぎているとして批判された。
1880年2月21日にウィーンのカール劇場で初演された。序曲はオペレッタらしからぬ短調の深刻な調子の曲だが、初演にはなく、後に追加されたものだという。
アメリカ合衆国では1881年にニューヨークの五番街劇場 (Fifth Avenue Theatre) で英語版が初演された。半世紀後の1932年、アルトゥル・ボダンツキーによってレチタティーヴォを加えて普通のオペラのようにした版（ドイツ語）がメトロポリタン歌劇場で上演され、マリア・イェリッツァがタイトルロールを歌った。
日本では1977年と1979年にソ連のスタニスラフスキー及びネミロビッチ＝ダンチェンコ記念音楽劇場 (Stanislavski and Nemirovich-Danchenko Theatre) によって上演されたことがある。

## あらすじ
1796年、フランス革命軍とイギリス軍が戦っていた時代のスペイン北部のサン・セバスティアン。

### 第1幕
アンドルー・ダグラス大佐の率いるイギリス軍がサン・セバスティアンを占領し、フランス軍のガストン・デュフォール大尉を監禁した。市長のドン・ポンポニオはイギリスに協力的だった。ガストンは宿屋の主人ヒル・ポーロの姉妹のペトリータと愛しあっていたが、市長もペトリータに目をつけていた。いっぽう市長の妻のオリンピアはガストンを誘惑しようとしていた。このため書記のリエゴは市長からペトリータ、市長の妻からガストンへの恋文を代筆するのだった。
ガストンの弟のルネは女装して「ドンナ・フアニータ」と名乗り、フランスのスパイとしてひそかに町に潜入するが、町の男たちはフアニータの魅力に惹かれる。ガストンとフアニータが親しげにしているのを見てペトリータは「彼女」に激しく嫉妬する。

### 第2幕
市長は応接間でマルコらの学生たちを雇い、美女を讃えるセレナーデを歌わせる。ドンナ・フアニータが現れると、市長とダグラス大佐は彼女に熱心に求愛する。フアニータことルネはリエゴやヒル・ポーロらと相談してフランス軍を巡礼に変装させて町に潜入させる計画を立てる。

### 第3幕
大人が子供の格好をし、子供が大人の格好をする祭りが開かれる。ガストンとペトリータはすでに仲直りしている。町に入りこむことに成功したフランス軍の兵士たちは、ルネの合図とともに正体をあらわす。イギリス人の占領軍は降伏し、この功績でルネは中尉に昇進する。

## その他の曲
スウェーデンのモニカ・ゼタールンドにも『ドンナ・フアニータ』という曲があるが、これはシューベルト交響曲第6番の第2楽章の旋律に歌詞をつけたもので、スッペのオペレッタとは無関係である。